# Warashibe chōja

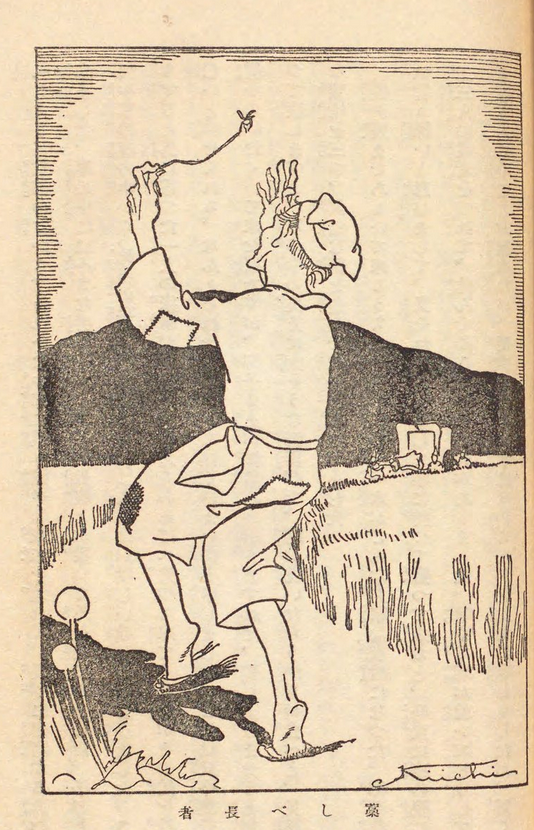
Warashibe chōja, par Kiichi Okamoto, dans le Nihon mukashibanashi-shu de Kunio Yanagita.

Le Warashibe chōja (わらしべ長者, littéralement Paille millionnaire) est un conte populaire japonais qui relate comment un pauvre homme devient riche par le moyen d'échanges successifs à partir d'un brin de paille. L'histoire est probablement écrite durant l'époque de Heian et plus tard recueillie dans le Konjaku monogatari shū et le Uji shūi monogatari,. Cette légende fait partie de la culture populaire japonaise.

## Histoire
Un paysan travailleur mais malchanceux prie Kannon, la déesse du Pardon, afin qu'elle l'aide à échapper à la misère. Kannon lui dit de prendre avec lui la première chose qu'il trouve par terre et de se diriger vers l'ouest. Il trébuche en sortant du temple et saisit un brin de paille. Tout en voyageant, il attrape un taon qui le gêne et l'attache à la paille. Dans la ville voisine, le taon bourdonnant calme un bébé qui pleure et la mère reconnaissante le lui échange pour trois oranges. Prenant les oranges, il continue son voyage et rencontre une femme assoiffée. Il lui donne les oranges et elle, un riche vêtement de soie pour le remercier. Puis le paysan rencontre un samouraï accompagné d'un cheval affaibli. Le samouraï exige le vêtement de soie en échange de son cheval. Par ses bons soins, le paysan redonne la santé au cheval et continue vers l'ouest. Un millionnaire est impressionné par sa monture et invite le paysan à son domicile. La fille du millionnaire s'avère être la même femme qu'il a sauvée avec ses oranges. Interprétant cela comme un signe, le millionnaire insiste pour que le paysan épouse sa fille, faisant de lui un millionnaire.
Comme il s'agit d'un conte de tradition orale, les détails de l'histoire changent au fil du temps et il existe plusieurs versions différentes du conte. Certaines d'entre elles présentent le paysan comme un soldat qui vend son cheval pour des champs de riz et devient un fermier prospère, en omettant l'épisode de la fille du millionnaire.